# 全静压系统

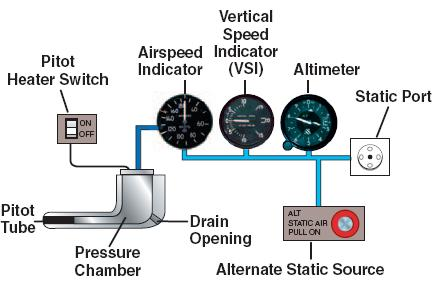
全静压系统

全静压系统（英語：pitot-static system），又称为皮托静压系统、空速管系统，是飞行器上收集全压与静压的系统，用来计算飞行时的空速、马赫数、海拔等。全静压系统由皮托管、静压源、备用静压源、加热装置等组成。
由于海拔等关键信息是从全静压系统中获得的，该系统对飞行安全十分重要。历史上有多起空难事故与全静压系统的故障有关。